# Постійний комітет з географічних назв (Велика Британія)
Постійний комітет з географічних назв (англ. Permanent Committee on Geographical Names; PCGN) — незалежний міжвідомчий державний орган уряду Сполученого королівства, створений 1919 року заради стандартизації географічних назв країни та за її межами.
Головною функцією комітету є консультування Уряду Великої Британії щодо політики та процедур для належного написання англійською мовою географічних назв для місць та особливостей за межами Великої Британії, за винятком таких в Антарктиці (ними опікується UK Antarctic Place-names Committee).

## Члени
За роки існування членами-представниками PCGN стали:
- British Broadcasting Corporation (Monitoring Service [Архівовано 17 березня 2008 у Wayback Machine.])
- Defence Intelligence Staff
- Foreign and Commonwealth Office
- Government Communications Headquarters
- Hydrographic Office
- Ordnance Survey
- Royal Geographical Society
- Royal Scottish Geographical Society